# Saperzy Korpusu Ochrony Pogranicza
Saperzy Korpusu Ochrony Pogranicza – jeden z rodzajów wojsk Korpusu Ochrony Pogranicza.

## Formowanie i zmiany organizacyjne
W 1928 roku zorganizowano ośrodki szkolenia pionierów przy brygadach KOP i nieetatowe drużyny saperów w każdym batalionie granicznym. 26 kwietnia 1928 roku następujący oficerowie zostali przeniesieni do KOP na stanowiska komendantów ośrodków wyszkolenia pionierów: por. sap. Zygmunt Stanisław Jeżewski z bmost, por. sap. Hieronim Kurczewski z 7 psap, por. sap. Jan I Kawiński z 10 psap, por. sap. Antoni Frelich z 3 psap,? por. sap. Mieczysław III Piotrowski z 2 psap, por. sap. Franciszek Ulawski z 1 psap..
Zadaniem ośrodków było szkolenie i stałe uzupełnianie drużyn saperów w batalionach. Dwa razy w roku organizowano pięciomiesięczne kursy. Pierwsze kursy rozpoczęły się 15 kwietnia 1928 roku. Każdy z batalionów skierował na kurs 12 podoficerów i 10 szeregowców. Na podstawie zarządzenia organizacyjnego L.dz. 700/tj. org./31 dowódcy Korpusu Ochrony Pogranicza z lutego 1931 roku na bazie ośrodków wyszkolenia saperów sformowano sześć kompanii pionierów.

## Struktury organizacyjne
Struktura kompanii pionierów z lutego 1931 
- dowódca kompanii
- oficer młodszy
- sierżant -szef
- podoficer gospodarczy
- podoficer sprzętowy
- podoficer broni i gazowy
- podoficer sanitarny
- woźnice – 7
- kucharze – 2
- szewc
- krawiec
- ordynansi – 2

I, II i III pluton, każdy w składzie:
- dowódca plutonu
  - dwie drużyny pionierów

Razem kompania  liczyła: 2 oficerów, 22 podoficerów i 73 szeregowych. Posiadała etatowo 15 koni, 6 wozów dwukonnych, jedną kuchnie polową. Na uzbrojeniu posiadał 17 karabinów z bagnetem, ? karabinków, 6 pistoletów, 1 sztylet, 5 szabel.
Organizacja kompanii saperów KOP z 18 maja 1934 roku

Na podstawie rozkazu L.dz. 1293/Org. Tj. Organizacja kompanii saperów KOP z 18 maja 1934 roku kompanie saperów KOP otrzymały nową organizację według trzech typów różniących się liczbą żołnierzy. Organizację typu I otrzymała kompania „Polesie”, typu II - kompania „Wilejka”, typu III - kompanie „Podole”, „Grodno”, „Hoszcza” i „Nowogródek”.
Kompania saperów KOP typ I
- dowódca kompanii
- drużyna gospodarcza (podoficerowie: gospodarczy, sprzętowy, broni i gazowy oraz personel pomocniczy)
- I pluton saperów a. cztery drużyny
- II pluton saperów a. trzy drużyny
- III pluton saperów a. trzy drużyny

Stan osobowy kompanii wynosił 123 żołnierzy, w tym 4 oficerów, 13 podoficerów i 106 saperów.
Kompania saperów KOP typ II
- dowódca kompanii
- drużyna gospodarcza
- I pluton saperów a. trzy drużyny
- II pluton saperów a. trzy drużyny
- III pluton saperów a. trzy drużyny

Stan osobowy kompanii wynosił 106 żołnierzy, w tym 4 oficerów, 11 podoficerów i 91 saperów.
Kompania saperów KOP typ III
- dowódca kompanii
- drużyna gospodarcza
- I pluton saperów a. trzy drużyny
- II pluton saperów a. trzy drużyny

Stan osobowy kompanii wynosił 92 żołnierzy, w tym 3 oficerów, 9 podoficerów i 80 saperów.

## Mobilizacja w 1939
Zarządzona 23 marca 1939 roku mobilizacja częściowa objęła również pododdziały saperów KOP. Wzmocniono i przesłano na zachód kompanie saperów KOP „Wilejka”, „Stołpce”, „Stolin”, „Hoszcza”, pluton saperów zmotoryzowanych „Kleck” i jeden pluton z kompanii saperów „Czortków”. Ten ostatni włączono w skład 1 pułku kawalerii KOP, jako pluton pionierów. 
W dniach 24-26 sierpnia 1939 roku, zgodnie z planem mobilizacyjnym „W”, kompania saperów KOP „Grodno” sformowała 43 batalion saperów dla 33 Dywizji Piechoty.

## Pododdziały saperów KOP

### Ośrodki wyszkolenia pionierów 1928-1931
W kwietniu 1928 roku zostało zorganizowanych sześć ośrodków wyszkolenia pionierów, których zadaniem było szkolenie żołnierzy przeznaczonych do służby w drużynach pionierów poszczególnych batalionów granicznych:
- Ośrodek Wyszkolenia Pionierów 1 Brygady Ochrony Pogranicza,
- Ośrodek Wyszkolenia Pionierów 2 Brygady Ochrony Pogranicza,
- Ośrodek Wyszkolenia Pionierów 3 Brygady Ochrony Pogranicza,
- Ośrodek Wyszkolenia Pionierów 4 Brygady Ochrony Pogranicza,
- Ośrodek Wyszkolenia Pionierów 5 Brygady Ochrony Pogranicza,
- Ośrodek Wyszkolenia Pionierów 6 Brygady Ochrony Pogranicza[8].

### Kompanie saperów KOP 1931-1939
- kompania saperów KOP „Czortków”
- kompania saperów KOP „Grodno”
- kompania saperów KOP „Hoszcza”
- kompania saperów KOP „Stolin”
- kompania saperów KOP „Stołpce”
- kompania saperów KOP „Wilejka”

## Szefowie służby inżynieryjnej i szefowie saperów KOP
- ppłk sap. Adam Bobrowski (od 26 IV 1928[2])
- mjr Eugeniusz Oskierko (do I 1931 → szef saperów 20 DP)
- mjr sap. Ryszard Jaworowski (I 1931[9] → dowódca 5 bsap)
- mjr / ppłk sap. Aleksander Filipowski (1934[10] - 1939 → dowódca saperów GO gen. Kruszewskiego)